# Walton-le-Dale
Walton-le-Dale is een plaats en civil parish in het bestuurlijke gebied South Ribble, in het Engelse graafschap Lancashire.

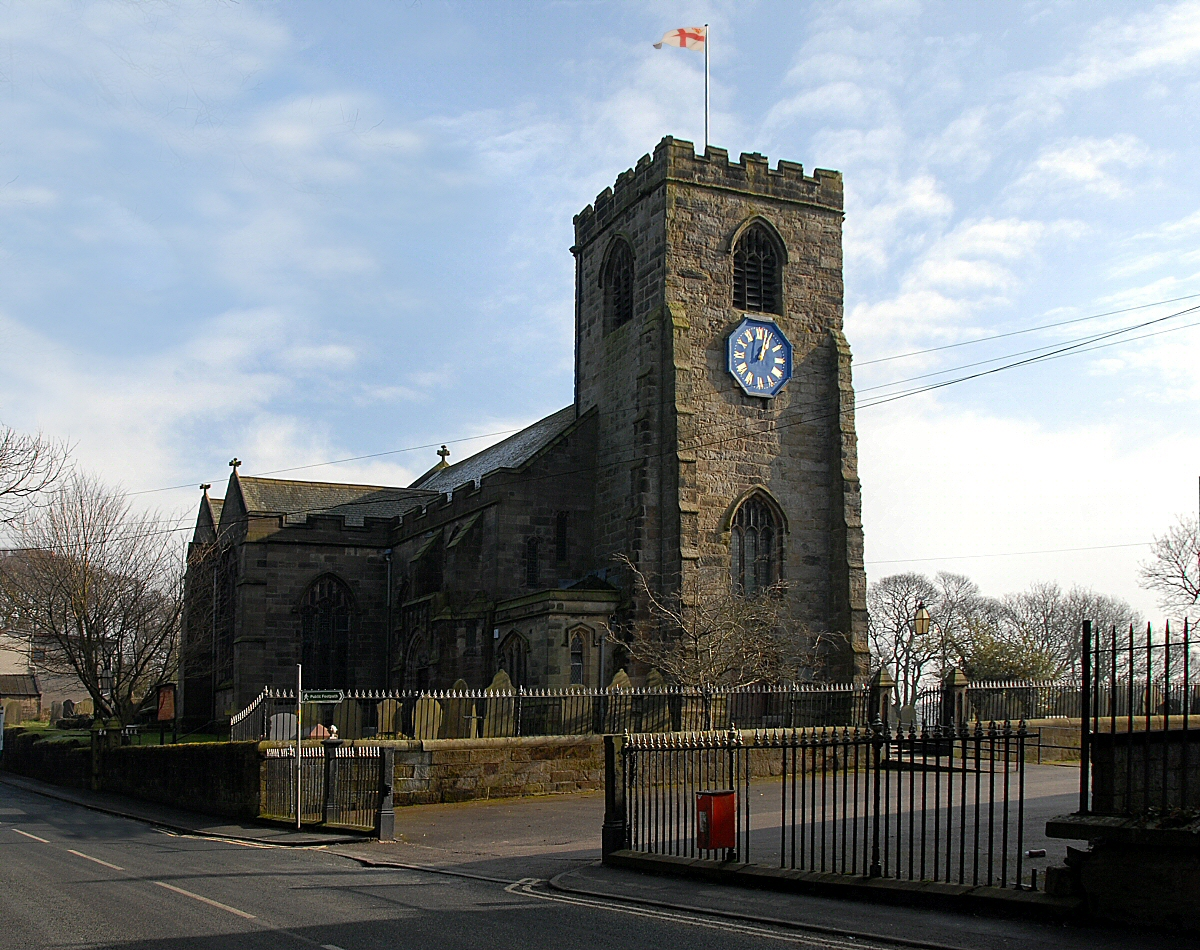
St Leonard's Church
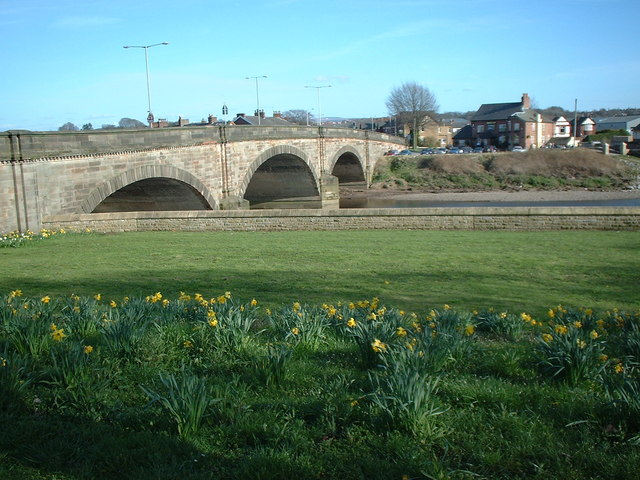
London Road Bridge over de rivier de Ribble